# Deutsche Schule La Paz
Die Deutsche Schule „Mariscal Braun“ La Paz (spanisch Colegio Alemán "Mariscal Braun") liegt in der Stadt La Paz in Bolivien und hat etwa 1000 Schüler. Es werden Aktivitäten zur bikulturellen deutsch-bolivianischen Begegnung durchgeführt.

## Geschichte
Am 10. Mai 1923 wurde die Deutsche Schule in La Paz zunächst als Realschule gegründet, wobei das Konzept bereits für Schüler beider Nationalitäten angelegt war. Zu Beginn kamen Schwestern der Christlichen Schule aus Buenos Aires als Lehrerinnen zum Unterrichten.
1941 erfolgte ein Umzug in ein neues Gebäude in Sopocachi in der Calle Aspiazu. Ein Kindergarten kam 1963 dazu. 1991 zog die Schulgemeinde in die neuen Gebäude in Achumani um. Im Jahr 2003 wurde sowohl der Kindergarten als auch die Grundschule baulich erweitert.
Benannt ist die Schule nach Marschall Otto Philipp Braun, der unter dem Kommando des General Simón Bolívar beim Freiheitskampf Boliviens und anderer südamerikanischer Staaten beteiligt war. Er war der erste bolivianische Kriegsminister.

## Lage und Gebäude
Die Schule liegt in der Zona Sur im Stadtteil Achumani und wird von deutschen wie auch bolivianischen Schülern besucht. Es existieren neben dem Grundschul- und Gymnasiumsgebäude noch ein Kindergarten und turniergerechte Sportanlagen. Umgeben sind die Bauten von einem rund 20.000 Quadratmeter großen begrünten Campus. Zudem gibt es eine Bibliothek, eine Kantine, Krankenpflege und psychologische Betreuung. Schulleiter seit dem 1. Januar 2024 ist Andreas Zimmermann, der zuvor am Klaus-Steilmann-Berufskolleg in Bochum tätig war.
Um im Jahr 2009 die Zertifizierung der Zentralstelle für das Auslandsschulwesen zu erhalten, führt die Schule anhand eines ständigen internen und externen Evaluierungsprozesses (SEIS+ = Selbstevaluation in Schulen) festgelegte Maßnahmen durch. Auf diese Weise soll die Qualität der Erziehung in der Schule verbessert und möglichst hoch gehalten werden.

## Auszeichnung
Die Deutsche Schule „Mariscal Braun“ wurde von der Robert Bosch Stiftung mit einem zweiten Platz beim deutschen Schulpreis 2019 ausgezeichnet, der mit 25.000 Euro dotiert ist.